# Маяк (Восточно-Казахстанская область)
Маяк (каз. Маяк) — село в Зыряновском районе Восточно-Казахстанской области Казахстана. Входит в состав Соловьёвского сельского округа. Находится примерно в 7 км к юго-востоку от районного центра, города Зыряновска. Код КАТО — 634833400.

## История
Село до 2013 года входило в состав упразднённого Берёзовского сельского округа.

## Население
В 1999 году население села составляло 912 человек (436 мужчин и 476 женщин). По данным переписи 2009 года, в селе проживало 608 человек (275 мужчин и 333 женщины).